# 1919 a tudományban
Az 1919. év a tudományban és a technikában.

## Díjak
- Nobel-díjak
  - Fizikai Nobel-díj: Johannes Stark
  - Fiziológiai és orvostudományi Nobel-díj: Jules Bordet
  - Kémiai Nobel-díj: (nem adták ki)

## Születések
- március 19. – Arthur John Cronquist amerikai botanikus († 1992)
- május 25. – Raymond Smullyan amerikai matematikus, teológus, logikatudós († 2017)
- július 26. – James Lovelock brit tudós, környezetvédő, aki főként a Gaia-elmélet modern kori megalkotásáról ismert († 2022)
- november 10. – Mihail Kalasnyikov orosz, szovjet fegyvertervező († 2013)
- december 6. – Clyde L. Cowan megosztott Nobel-díjas amerikai fizikus, aki tudóstársával közösen kimutatta a neutrínó létezését a neutrínókísérletben († 1974)
- december 30. – François Bordes francia régész, geológus († 1981)

## Halálozások
- január 15. – Jérôme Eugène Coggia francia csillagász (* 1849)
- február 3. – Edward Charles Pickering amerikai csillagász, asztrofizikus. „Legjelentősebb eredményeit a spektroszkópiában és a változócsillag-kutatásban érte el” (* 1846)
- április 4. – William Crookes angol fizikus, kémikus, a tallium felfedezője. A sugárzó anyagról 1879-ben publikált elmélete az elektronelmélet fontos előfutára volt (* 1832)
- április 8. – Eötvös Loránd magyar fizikus, egyik legismertebb alkotása a nevét viselő torziós inga. A Magyar Tudományos Akadémia elnöke, a Mathematikai és Fizikai Társulat alapító elnöke (* 1848)
- május 8. – LaMarcus Adna Thompson amerikai feltaláló és üzletember, számos hullámvasút kifejlesztéséről híres (* 1848)
- június 30. – John William Strutt, Lord Rayleigh – Nobel-díjas angol fizikus (* 1842)
- július 21. – Gustaf Retzius svéd anatómus (* 1842)
- augusztus 9. – Ernst Haeckel német zoológus és filozófus (* 1834)